# Reggie Nalder
Reggie Nalder, pseudonimo di Alfred Reginald Natzler (Vienna, 4 settembre 1907 – Santa Monica, 19 novembre 1991), è stato un attore, cabarettista e ballerino austriaco.

## Biografia
Celebre per il volto parzialmente sfigurato da una bruciatura, da ragazzo praticò la pittura e a buoni livelli la danza. Iniziò la carriera artistica a teatro e nei cabaret. All'avvento del nazismo si rifugiò in Francia. 
Dopo aver recitato piccoli ruoli in alcune pellicole partecipò al film L'uomo che sapeva troppo (1956) di Alfred Hitchcock, nel ruolo del sicario incaricato di assassinare un uomo politico alla Royal Albert Hall a Londra.
In Italia lavorò nel thriller L'uccello dalle piume di cristallo (1970) di Dario Argento e apparve anche nel film Il Casanova di Federico Fellini (1976).
A lungo attivo inoltre sul piccolo schermo, è da ricordare in proposito la sua partecipazione all'episodio Viaggio a Babel nella serie televisiva Star Trek (1967).
Nalder morì il 19 novembre 1991 a 84 anni per osteosarcoma.

## Filmografia

### Cinema
- Jericho, regia di Henri Calef (1946)
- Impasse des Deux Anges, regia di Maurice Tourneur (1948)
- Il segnale rosso (Le Signal rouge), regia di Ernst Neubach (1949)
- L'avventuriero di New Orleans (Adventures of Captain Fabian), regia di William Marshall (1951)
- Barbablù (Barbe-Bleue), regia di Christian-Jaque (1951)
- Controspionaggio (Betrayed), regia di Gottfried Reinhardt (1954) (non accreditato)
- Gli amanti del Tago (Les Amants du Tage), regia di Henri Verneuil (1955) (non accreditato)
- Gli evasi (Les évadés), regia di Jean-Paul Le Chanois (1955) (non accreditato)
- L'uomo che sapeva troppo (The Man Who Knew Too Much), regia di Alfred Hitchcock (1956)
- Liana la figlia della foresta (Liane, das Mädchen aus dem Urwald), regia di Eduard von Borsody (1956)
- Scacco alla morte (Échec au porteur), regia di Gilles Grangier (1958)
- Romarey: operazione Mazaref (Romarei, das Mädchen mit den grünen Augen), regia di Harald Reinl (1958)
- La strada a spirale (The Spiral Road), regia di Robert Mulligan (1962)
- Tre passi dalla sedia elettrica (Convicts 4), regia di Millard Kaufman (1962)
- Va' e uccidi (The Manchurian Candidate), regia di John Frankenheimer (1962) (non accreditato)
- Il giorno e l'ora (Le Jour et l'heure), regia di René Clément (1963)
- Le ragazze di buona famiglia (Les Saintes-Nitouches), regia di Pierre Montazel (1963)
- La tortura delle vergini (Hexen bis aufs Blut gequält), regia di Michael Armstrong (1970)
- L'uccello dalle piume di cristallo, regia di Dario Argento (1970) (non accreditato)
- Le streghe nere (Hexen geschändet und zu Tode gequält), regia di Adrian Hoven (1973)
- Il Casanova di Federico Fellini, regia di Federico Fellini (1976)
- Crash!, regia di Charles Band (1977)
- Dracula... Ti succhio (Dracula Sucks), regia di Phillip Marshak (1978) (con il nome di Detlef van Berg)
- Dracula contro zombi (Dracula's Dog), regia di Albert Band (1978)
- Sette uomini da uccidere (Seven), regia di Andy Sidaris (1979)
- Il diavolo e Max (The Devil and Max Devlin), regia di Steven Hilliard Stern (1981)
- Blue Ice, regia di Phillip Marshak (1985) (con il nome di Detlef Van Burg)
- Jericó, regia di Luis Alberto Lamata (1992)

### Televisione
- Peter Gunn – serie TV, episodio 1x32 (1959)
- Indirizzo permanente (77 Sunset Strip) – serie TV, 2 episodi (1959)
- Avventure in paradiso (Adventures in Paradise) – serie TV, episodio 1x11 (1959)
- The Islanders – serie TV, 1 episodio (1960)
- Hong Kong – serie TV, episodio 1x12 (1960)
- Surfside 6 – serie TV, episodio 1x22 (1961)
- Thriller – serie TV, episodi 1x33-2x12 (1961)
- General Electric Theater – serie TV, episodio 10x21 (1962)
- Combat! – serie TV, 1 episodio (1963)
- The Crisis (Kraft Suspense Theatre) – serie TV, 1 episodio (1964)
- The Travels of Jaimie McPheeters – serie TV, 1 episodio (1964)
- Gli inafferrabili (The Rogues) – serie TV, episodio 1x08 (1964)
- Organizzazione U.N.C.L.E. (The Man from U.N.C.L.E.) – serie TV, 1 episodio (1965)
- Il ladro (T.H.E. Cat) – serie TV, 1 episodio (1966)
- Agenzia U.N.C.L.E. (The Girl from U.N.C.L.E.) – serie TV, episodio 1x24 (1967)
- Star Trek – serie TV, episodio 2x10 (1967)
- Selvaggio west (The Wild Wild West) – serie TV, episodio 4x05 (1968)
- Operazione ladro (It Takes a Thief) – serie TV, 3 episodi (1968-1970)
- Search – serie TV, 1 episodio (1973)
- Nel tunnel dei misteri con Nancy Drew e gli Hardy Boys (The Hardy Boys/Nancy Drew Mysteries) – serie TV, 1 episodio (1977)
- Uno sceriffo a New York (McCloud) – serie TV, 1 episodio (1977)
- Fantasilandia (Fantasy Island) – serie TV, 1 episodio (1978)
- Galactica (Battlestar Galactica) – serie TV, 1 episodio (1978)
- Le notti di Salem (Salem's Lot) – serie TV (1979) (non accreditato)

## Doppiatori italiani
- Renato Cristofari in L'uomo che sapeva troppo
- Renato Turi in La strada a spirale
- Oreste Lionello in Il Casanova di Federico Fellini